# لوتو بلجام تور 2022
لوتو بلجام تور 2022 (بالفرنسية: Tour de Belgique féminin 2022) هو سباق دراجات هوائية، وهو الموسم العاشر من لوتو بلجام تور، وأقيم خلال الفترة من 28 يونيو 2022، وحتى 1 يوليو 2022 ضمن سباقات سباق الدراجات على الطريق للسيدات 2022، وشارك فيه 120 متسابقاً ووصل إلى نهايته 74 متسابقاً.
فاز بالمركز الأول Agnieszka Skalniak-Sójka ‏، وبالمركز الثاني Shari Bossuyt ‏، وبالمركز الثالث Ally Wollaston ‏، وفاز Ally Wollaston ‏ في ترتيب النقاط، وكان الفائز حسب النقاط للشباب Shari Bossuyt ‏، وكان الفائز في تصنيف الجبال Loes Adegeest ‏، وفاز دروبز في ترتيب الفرق.

## الفرق
| فريق سيدات عالمي- رالي سايكلنج 2022 ‏ فرق دراجات قارية سيدات (9)- إن إكس تي جي ريسينغ 2022 ‏ - بنجوال شوفالمير-فان إيك سبورت 2022 ‏ - لي كول واهو 2022 ‏ - لوتو سودال للسيدات 2022 ‏ - مولتوم أكونتانتس 2022 ‏ - باركهوتل فالكنبورغ 2022 ‏ - بلانتور بورا 2022 ‏ - روبل كليننينج 2022 ‏ - St. Michel–Preference Home–Auber93 (women's team) ‏ فرق وطنية (3)- فريق أستراليا لركوب الدراجات للسيدات 2022‏ - فريق بلجيكا لركوب الدراجات للسيدات 2022 ‏ - فريق بولندا لركوب الدراجات للسيدات 2022‏ فرق دراجات هواة سيدات (8)- A.S.D. Women‏ - Bianchi Hunt Morvelo‏ - Isorex‏ - Keukens Redant ‏ - لفيف للسيدات 2022 ‏ - Proximus-Alphamotorhomes‏ - S-bikes Doltcini‏ - WV Schijndel‏ |  |
| |  |

## المراحل
| قائمة المراحل | قائمة المراحل | قائمة المراحل                     | قائمة المراحل | قائمة المراحل | قائمة المراحل             | قائمة المراحل             |
| المرحلة       | التاريخ       | الدورة                            |               | المسافة (كم)  | الفائز بالمرحلة           | القائد العام              |
| ------------- | ------------- | --------------------------------- | ------------- | ------------- | ------------------------- | ------------------------- |
| المقدمة       | 28 يونيو      | Chimay ‏ – Chimay ‏                 | ضد الساعة     | 4٫4           | Agnieszka Skalniak-Sójka ‏ | Agnieszka Skalniak-Sójka ‏ |
| مرحلة 1       | 29 يونيو      | Blankenberge ‏ – Dudzele ‏          | مرحلة مستوية  | 111           | Ally Wollaston ‏           | Ally Wollaston ‏           |
| مرحلة 2       | 1 يوليو       | Geraardsbergen ‏ – Geraardsbergen ‏ | مرحلة جبلية   | 108٫5         | Annemarie Worst ‏          | Agnieszka Skalniak-Sójka ‏ |

## النتيجة

### مرحلة 0
هي مرحلة أقيمت في 28 يونيو 2022، وامتدّت لمسافة 4.4 كيلومتر. فاز بالمرحلة Agnieszka Skalniak-Sójka ‏، وكان متصدر الترتيب العام في نهاية المرحلة Agnieszka Skalniak-Sójka ‏، وكان المتصدر حسب ترتيب النقاط Agnieszka Skalniak-Sójka ‏، وتصدر ترتيب النقاط للشباب Ally Wollaston ‏، وكان متصدر ترتيب الفرق لي كول واهو 2022 ‏.
| التصنيف العام | التصنيف العام             | التصنيف العام   | التصنيف العام               | التصنيف العام |  |
| العداء        | العداء                    | البلد           | الفريق                      | الوقت         |  |
| ------------- | ------------------------- | --------------- | --------------------------- | ------------- |  |
| 1             | Agnieszka Skalniak-Sójka ‏ | بولندا          | MAT Atom Deweloper Wrocław ‏ | 5 د 25 ث      |  |
| 2             | ميكي كروجر                | ألمانيا         | رالي سايكلنج ‏               | + 3 ث         |  |
| 3             | Ally Wollaston ‏           | نيوزيلندا       | إن إكس تي جي ريسينغ ‏        | + 4 ث         |  |
| 4             | Loes Adegeest ‏            | هولندا          | روبل كليننينج ‏              | + 5 ث         |  |
| 5             | إليزابيث هولدن            | المملكة المتحدة | دروبز ‏                      | + 6 ث         |  |
| 6             | Sara Van de Vel ‏          | بلجيكا          | روبل كليننينج ‏              | + 10 ث        |  |
| 7             | Dana Rožlapa ‏             | لاتفيا          | Keukens Redant ‏             | + 10 ث        |  |
| 8             | Shari Bossuyt ‏            | بلجيكا          | كانيون–إس آر إيه إم ‏        | + 11 ث        |  |
| 9             | Georgie Howe ‏             | أستراليا        | Keukens Redant ‏             | + 12 ث        |  |
| 10            | Dominika Włodarczyk ‏      | بولندا          | MAT Atom Deweloper Wrocław ‏ | + 15 ث        |  |

### مرحلة 1
هي مرحلة بسيطة، أقيمت في 29 يونيو 2022، وامتدّت لمسافة 111 كيلومتر. فاز بالمرحلة Ally Wollaston ‏، وكان متصدر الترتيب العام في نهاية المرحلة Ally Wollaston ‏، وكان المتصدر حسب ترتيب النقاط Ally Wollaston ‏، وتصدر ترتيب النقاط للشباب Ally Wollaston ‏، وكان متصدر ترتيب الفرق لي كول واهو 2022 ‏.
| التصنيف العام | التصنيف العام             | التصنيف العام   | التصنيف العام                            | التصنيف العام |  |
| العداء        | العداء                    | البلد           | الفريق                                   | الوقت         |  |
| ------------- | ------------------------- | --------------- | ---------------------------------------- | ------------- |  |
| 1             | Ally Wollaston ‏           | نيوزيلندا       | إن إكس تي جي ريسينغ ‏                     | 2 س 40 د 02 ث |  |
| 2             | Agnieszka Skalniak-Sójka ‏ | بولندا          | فريق بولندا لركوب الدراجات للسيدات 2022 ‏ | + 5 ث         |  |
| 3             | ميكي كروجر                | ألمانيا         | رالي سايكلنج ‏                            | + 12 ث        |  |
| 4             | Shari Bossuyt ‏            | بلجيكا          | فريق بلجيكا لركوب الدراجات للسيدات 2022 ‏ | + 14 ث        |  |
| 5             | Loes Adegeest ‏            | هولندا          | روبل كليننينج ‏                           | + 14 ث        |  |
| 6             | إليزابيث هولدن            | المملكة المتحدة | دروبز ‏                                   | + 15 ث        |  |
| 7             | Sara Van de Vel ‏          | بلجيكا          | روبل كليننينج ‏                           | + 19 ث        |  |
| 8             | Dana Rožlapa ‏             | لاتفيا          | Keukens Redant ‏                          | + 19 ث        |  |
| 9             | Jesse Vandenbulcke ‏       | بلجيكا          | دروبز ‏                                   | + 20 ث        |  |
| 10            | Georgie Howe ‏             | أستراليا        | Keukens Redant ‏                          | + 21 ث        |  |

### مرحلة 2
هي مرحلة جبلية، أقيمت في 1 يوليو 2022، وامتدّت لمسافة 108.5 كيلومتر. فاز بالمرحلة Annemarie Worst ‏، وكان متصدر الترتيب العام في نهاية المرحلة Agnieszka Skalniak-Sójka ‏، وكان المتصدر في ترتيب التسلق Loes Adegeest ‏.

## المشاركون
| رالي سايكلنج ‏ HPW | رالي سايكلنج ‏ HPW   | رالي سايكلنج ‏ HPW |
| ----------------- | ------------------- | ----------------- |
| م                 | عداء                | مرتبة             |
| 1                 | Nina Buijsman ‏      | 9                 |
| 2                 | Henrietta Christie ‏ | 23                |
| 3                 | ميكي كروجر          | لم يكمل السباق    |
| 4                 | Evy Kuijpers ‏       | 21                |
| 5                 | Marit Raaijmakers ‏  | لم يكمل السباق    |
| 6                 | Barbara Malcotti ‏   | 27                |

| باركهوتل فالكنبورغ ‏ PHV | باركهوتل فالكنبورغ ‏ PHV | باركهوتل فالكنبورغ ‏ PHV |
| ----------------------- | ----------------------- | ----------------------- |
| م                       | عداء                    | مرتبة                   |
| 11                      | BEL                     | 42                      |
| 12                      | Lieke Nooijen ‏          | 39                      |
| 13                      | NED                     | 56                      |
| 14                      | NED                     | 7                       |
| 15                      | فيمكا ماركوس            | 8                       |
| 16                      | كيرستي فان هافتن        | 18                      |

| بلانتور بورا سيلينج تيم ‏ PLP | بلانتور بورا سيلينج تيم ‏ PLP | بلانتور بورا سيلينج تيم ‏ PLP |
| ---------------------------- | ---------------------------- | ---------------------------- |
| م                            | عداء                         | مرتبة                        |
| 21                           | Ceylin del Carmen Alvarado   | 14                           |
| 22                           | Annemarie Worst ‏             | 6                            |
| 23                           | إنج فان دير هيدين            | 13                           |
| 24                           | Marion Norbert-Riberolle ‏    | لم يكمل السباق               |
| 25                           | Manon Bakker ‏                | 49                           |
| 26                           | Aniek van Alphen ‏            | 16                           |

| دروبز ‏ DRP | دروبز ‏ DRP               | دروبز ‏ DRP     |
| ---------- | ------------------------ | -------------- |
| م          | عداء                     | مرتبة          |
| 31         | إليزابيث هولدن           | 4              |
| 32         | Marjolein van 't Geloof ‏ | لم يكمل السباق |
| 33         | Alice Towers ‏ (طريق)     |                |
| 34         | Jesse Vandenbulcke ‏      | 12             |
| 35         | غلاديس فيرهلست ‏          | لم يكمل السباق |
| 36         | Eva van Agt ‏             | 26             |

| إن إكس تي جي ريسينغ ‏ AGI | إن إكس تي جي ريسينغ ‏ AGI | إن إكس تي جي ريسينغ ‏ AGI |
| ------------------------ | ------------------------ | ------------------------ |
| م                        | عداء                     | مرتبة                    |
| 41                       | Senne Knaven ‏            | 50                       |
| 42                       | Britt Knaven ‏            | لم يكمل السباق           |
| 43                       | NED                      | 38                       |
| 44                       | Ilse Pluimers ‏           | 25                       |
| 45                       | NED                      | لم يكمل السباق           |
| 46                       | Ally Wollaston ‏          | 3                        |

| St. Michel–Preference Home–Auber93 (women's team) ‏ AUB | St. Michel–Preference Home–Auber93 (women's team) ‏ AUB | St. Michel–Preference Home–Auber93 (women's team) ‏ AUB |
| ------------------------------------------------------ | ------------------------------------------------------ | ------------------------------------------------------ |
| م                                                      | عداء                                                   | مرتبة                                                  |
| 51                                                     | Alison Avoine ‏                                         | 64                                                     |
| 52                                                     | FRA                                                    | لم يكمل السباق                                         |
| 53                                                     | Coralie Demay ‏                                         | 46                                                     |
| 54                                                     | Barbara Fonseca ‏                                       | لم يكمل السباق                                         |
| 55                                                     | FRA                                                    | 47                                                     |
| 56                                                     | Perrine Clauzel ‏                                       | لم يكمل السباق                                         |

| بنجوال شوفالمير ‏ BCV | بنجوال شوفالمير ‏ BCV | بنجوال شوفالمير ‏ BCV |
| -------------------- | -------------------- | -------------------- |
| م                    | عداء                 | مرتبة                |
| 71                   | Danique Braam ‏       | لم يكمل السباق       |
| 72                   | BEL                  | لم يكمل السباق       |
| 73                   | Minke Bakker‏         | لم يكمل السباق       |
| 74                   | Julie Hendrickx‏      | 73                   |
| 75                   | Caren Commissaris‏    | 65                   |
| 76                   | Olha Kulynych ‏       | 35                   |

| روبل كليننينج ‏ IBC | روبل كليننينج ‏ IBC | روبل كليننينج ‏ IBC |
| ------------------ | ------------------ | ------------------ |
| م                  | عداء               | مرتبة              |
| 81                 | Loes Adegeest ‏     | 5                  |
| 82                 | Sara Van de Vel ‏   | 24                 |
| 83                 | Fien van Eynde ‏    | 33                 |
| 84                 | GER                | 34                 |
| 85                 | IRL                | 57                 |
| 86                 | Antonia Gröndahl ‏  | 53                 |

| أوتوجلاس ويترين ‏ MUL | أوتوجلاس ويترين ‏ MUL | أوتوجلاس ويترين ‏ MUL |
| -------------------- | -------------------- | -------------------- |
| م                    | عداء                 | مرتبة                |
| 91                   | Mareille Meijering ‏  | لم يكمل السباق       |
| 92                   | Marthe Goossens ‏     | 15                   |
| 93                   | Juliet Eickhof‏       | لم يكمل السباق       |
| 94                   | Camille Devigne‏      | 58                   |

| لوتو بيليسول للسيدات ‏ LSL | لوتو بيليسول للسيدات ‏ LSL | لوتو بيليسول للسيدات ‏ LSL |
| ------------------------- | ------------------------- | ------------------------- |
| م                         | عداء                      | مرتبة                     |
| 101                       | Kristýna Burlová ‏         | لم يكمل السباق            |
| 102                       | Katrijn De Clercq ‏        | 40                        |
| 103                       | Mieke Docx ‏               | 41                        |
| 104                       | BEL                       | لم يكمل السباق            |
| 105                       | Ines Van de Paar‏          | لم يكمل السباق            |
| 106                       | Sterre Vervloet ‏          | 52                        |

| Proximus-Alphamotorhomes‏ ___ | Proximus-Alphamotorhomes‏ ___ | Proximus-Alphamotorhomes‏ ___ |
| ---------------------------- | ---------------------------- | ---------------------------- |
| م                            | عداء                         | مرتبة                        |
| 111                          | Alicia Franck ‏               | 17                           |
| 112                          | Jinse Peeters ‏               | لم يكمل السباق               |
| 113                          | NED                          | 48                           |
| 114                          | Nienke Wasmus ‏               | 44                           |
| 115                          | Susanne Meistrok‏             | 55                           |
| 116                          | Tessa Neefjes ‏               | 43                           |

| فريق أستراليا لركوب الدراجات للسيدات 2022‏ AUS | فريق أستراليا لركوب الدراجات للسيدات 2022‏ AUS | فريق أستراليا لركوب الدراجات للسيدات 2022‏ AUS |
| --------------------------------------------- | --------------------------------------------- | --------------------------------------------- |
| م                                             | عداء                                          | مرتبة                                         |
| 121                                           | Lauren Perry ‏                                 | لم يكمل السباق                                |
| 122                                           | Amber Pate ‏                                   | 19                                            |
| 123                                           | Sophie Edwards ‏                               | 31                                            |
| 124                                           | Josie Talbot ‏ (طريق)                          | 69                                            |
| 125                                           | Alexandra Martin-Wallace‏                      | لم يكمل السباق                                |

| فريق بلجيكا لركوب الدراجات للسيدات 2022 ‏ BEL | فريق بلجيكا لركوب الدراجات للسيدات 2022 ‏ BEL | فريق بلجيكا لركوب الدراجات للسيدات 2022 ‏ BEL |
| -------------------------------------------- | -------------------------------------------- | -------------------------------------------- |
| م                                            | عداء                                         | مرتبة                                        |
| 131                                          | Shari Bossuyt ‏                               | 2                                            |
| 132                                          | Alana Castrique ‏                             | 28                                           |
| 133                                          | Ellen Van Loy ‏                               | 61                                           |
| 134                                          | Laura Verdonschot ‏                           | 63                                           |
| 135                                          | Suzanne Verhoeven ‏                           | لم يكمل السباق                               |
| 136                                          | Jana Dobbelaere ‏                             | 68                                           |

| فريق بولندا لركوب الدراجات للسيدات 2022‏ POL | فريق بولندا لركوب الدراجات للسيدات 2022‏ POL | فريق بولندا لركوب الدراجات للسيدات 2022‏ POL |
| ------------------------------------------- | ------------------------------------------- | ------------------------------------------- |
| م                                           | عداء                                        | مرتبة                                       |
| 141                                         | Karolina Karasiewicz ‏                       | لم يكمل السباق                              |
| 142                                         | Dominika Włodarczyk ‏                        | 11                                          |
| 143                                         | Kamilla Mrozowska ‏                          | لم يكمل السباق                              |
| 144                                         | Natalia Krzeslak‏                            | 29                                          |
| 145                                         | Agnieszka Skalniak-Sójka ‏ (طريق)            |                                             |
| 146                                         | Aurela Nerlo ‏                               | لم يكمل السباق                              |

| لفيف للسيدات ‏ LCW | لفيف للسيدات ‏ LCW    | لفيف للسيدات ‏ LCW |
| ----------------- | -------------------- | ----------------- |
| م                 | عداء                 | مرتبة             |
| 151               | Alicia Evans‏         | 67                |
| 152               | Karolina Perekitko ‏  | 74                |
| 153               | Olena Sharha ‏        | لم يكمل السباق    |
| 154               | Ida Sten ‏            | لم يكمل السباق    |
| 155               | Daryna Nahuliak‏      | لم يكمل السباق    |
| 156               | Anastasiya Plotsidym‏ | لم يكمل السباق    |

| Isorex NoAqua Ladies Cycling‏ DDG | Isorex NoAqua Ladies Cycling‏ DDG | Isorex NoAqua Ladies Cycling‏ DDG |
| -------------------------------- | -------------------------------- | -------------------------------- |
| م                                | عداء                             | مرتبة                            |
| 161                              | Marieke de Groot ‏                | 45                               |
| 162                              | BEL                              | لم يكمل السباق                   |
| 163                              | Anne-Sofie Dooms‏                 | لم يكمل السباق                   |
| 164                              | BEL                              | 37                               |
| 165                              | Kim van den Steen‏                | لم يكمل السباق                   |
| 166                              | Michelle Geoghegan‏               | لم يكمل السباق                   |

| S-Bikes Doltcini‏ ___ | S-Bikes Doltcini‏ ___   | S-Bikes Doltcini‏ ___ |
| -------------------- | ---------------------- | -------------------- |
| م                    | عداء                   | مرتبة                |
| 171                  | Laura Vainionpää ‏      | 59                   |
| 172                  | Febe Schokkaert‏        | 36                   |
| 173                  | Saartje Vandenbroucke ‏ | 32                   |
| 174                  | Dina Scavone‏           | لم يكمل السباق       |
| 175                  | Jade Lenaers‏           | لم يكمل السباق       |
| 176                  | Nathalie Verschelden ‏  | لم يكمل السباق       |

| Keukens Redant ‏ ___ | Keukens Redant ‏ ___       | Keukens Redant ‏ ___ |
| ------------------- | ------------------------- | ------------------- |
| م                   | عداء                      | مرتبة               |
| 181                 | Quinty van de Guchte ‏     | 51                  |
| 182                 | Lensy Debboudt ‏           | لم يكمل السباق      |
| 183                 | Georgie Howe ‏ (زمني فردي) | 30                  |
| 184                 | Dana Rožlapa ‏ (زمني فردي) | 20                  |
| 185                 | Julie Sap‏                 | 54                  |
| 186                 | Femke van Goethem‏         | 60                  |

| WV Schijndel‏ ___ | WV Schijndel‏ ___    | WV Schijndel‏ ___ |
| ---------------- | ------------------- | ---------------- |
| م                | عداء                | مرتبة            |
| 191              | NED                 | 70               |
| 192              | NED                 | 62               |
| 193              | NED                 | 22               |
| 194              | Rose Kloese‏         | 72               |
| 195              | Scarlett Souren ‏    | لم يكمل السباق   |
| 196              | Cecilia van Zuthem ‏ | لم يكمل السباق   |

| Bianchi Dama‏ ___ | Bianchi Dama‏ ___ | Bianchi Dama‏ ___ |
| ---------------- | ---------------- | ---------------- |
| م                | عداء             | مرتبة            |
| 201              | Alice McWilliam‏  | 66               |
| 202              | Tamsin Miller‏    | لم يكمل السباق   |
| 203              | Alderney Baker‏   | لم يكمل السباق   |
| 204              | Natasha Reddy‏    | لم يكمل السباق   |
| 205              | Dannielle Khan ‏  | لم يكمل السباق   |

| A.S.D. Women‏ ___ | A.S.D. Women‏ ___    | A.S.D. Women‏ ___ |
| ---------------- | ------------------- | ---------------- |
| م                | عداء                | مرتبة            |
| 211              | Gaia Tortolina ‏     | لم يكمل السباق   |
| 213              | Femke Verstichelen ‏ | لم يكمل السباق   |
| 214              | Emma Pratt‏          | لم يكمل السباق   |
| 215              | Lucie Fityus‏        | 71               |

| رالي سايكلنج ‏ HPW | رالي سايكلنج ‏ HPW   | رالي سايكلنج ‏ HPW |
| ----------------- | ------------------- | ----------------- |
| م                 | عداء                | مرتبة             |
| 1                 | Nina Buijsman ‏      | 9                 |
| 2                 | Henrietta Christie ‏ | 23                |
| 3                 | ميكي كروجر          | لم يكمل السباق    |
| 4                 | Evy Kuijpers ‏       | 21                |
| 5                 | Marit Raaijmakers ‏  | لم يكمل السباق    |
| 6                 | Barbara Malcotti ‏   | 27                |

| باركهوتل فالكنبورغ ‏ PHV | باركهوتل فالكنبورغ ‏ PHV | باركهوتل فالكنبورغ ‏ PHV |
| ----------------------- | ----------------------- | ----------------------- |
| م                       | عداء                    | مرتبة                   |
| 11                      | BEL                     | 42                      |
| 12                      | Lieke Nooijen ‏          | 39                      |
| 13                      | NED                     | 56                      |
| 14                      | NED                     | 7                       |
| 15                      | فيمكا ماركوس            | 8                       |
| 16                      | كيرستي فان هافتن        | 18                      |

| بلانتور بورا سيلينج تيم ‏ PLP | بلانتور بورا سيلينج تيم ‏ PLP | بلانتور بورا سيلينج تيم ‏ PLP |
| ---------------------------- | ---------------------------- | ---------------------------- |
| م                            | عداء                         | مرتبة                        |
| 21                           | Ceylin del Carmen Alvarado   | 14                           |
| 22                           | Annemarie Worst ‏             | 6                            |
| 23                           | إنج فان دير هيدين            | 13                           |
| 24                           | Marion Norbert-Riberolle ‏    | لم يكمل السباق               |
| 25                           | Manon Bakker ‏                | 49                           |
| 26                           | Aniek van Alphen ‏            | 16                           |

| دروبز ‏ DRP | دروبز ‏ DRP               | دروبز ‏ DRP     |
| ---------- | ------------------------ | -------------- |
| م          | عداء                     | مرتبة          |
| 31         | إليزابيث هولدن           | 4              |
| 32         | Marjolein van 't Geloof ‏ | لم يكمل السباق |
| 33         | Alice Towers ‏ (طريق)     |                |
| 34         | Jesse Vandenbulcke ‏      | 12             |
| 35         | غلاديس فيرهلست ‏          | لم يكمل السباق |
| 36         | Eva van Agt ‏             | 26             |

| إن إكس تي جي ريسينغ ‏ AGI | إن إكس تي جي ريسينغ ‏ AGI | إن إكس تي جي ريسينغ ‏ AGI |
| ------------------------ | ------------------------ | ------------------------ |
| م                        | عداء                     | مرتبة                    |
| 41                       | Senne Knaven ‏            | 50                       |
| 42                       | Britt Knaven ‏            | لم يكمل السباق           |
| 43                       | NED                      | 38                       |
| 44                       | Ilse Pluimers ‏           | 25                       |
| 45                       | NED                      | لم يكمل السباق           |
| 46                       | Ally Wollaston ‏          | 3                        |

| St. Michel–Preference Home–Auber93 (women's team) ‏ AUB | St. Michel–Preference Home–Auber93 (women's team) ‏ AUB | St. Michel–Preference Home–Auber93 (women's team) ‏ AUB |
| ------------------------------------------------------ | ------------------------------------------------------ | ------------------------------------------------------ |
| م                                                      | عداء                                                   | مرتبة                                                  |
| 51                                                     | Alison Avoine ‏                                         | 64                                                     |
| 52                                                     | FRA                                                    | لم يكمل السباق                                         |
| 53                                                     | Coralie Demay ‏                                         | 46                                                     |
| 54                                                     | Barbara Fonseca ‏                                       | لم يكمل السباق                                         |
| 55                                                     | FRA                                                    | 47                                                     |
| 56                                                     | Perrine Clauzel ‏                                       | لم يكمل السباق                                         |

| بنجوال شوفالمير ‏ BCV | بنجوال شوفالمير ‏ BCV | بنجوال شوفالمير ‏ BCV |
| -------------------- | -------------------- | -------------------- |
| م                    | عداء                 | مرتبة                |
| 71                   | Danique Braam ‏       | لم يكمل السباق       |
| 72                   | BEL                  | لم يكمل السباق       |
| 73                   | Minke Bakker‏         | لم يكمل السباق       |
| 74                   | Julie Hendrickx‏      | 73                   |
| 75                   | Caren Commissaris‏    | 65                   |
| 76                   | Olha Kulynych ‏       | 35                   |

| روبل كليننينج ‏ IBC | روبل كليننينج ‏ IBC | روبل كليننينج ‏ IBC |
| ------------------ | ------------------ | ------------------ |
| م                  | عداء               | مرتبة              |
| 81                 | Loes Adegeest ‏     | 5                  |
| 82                 | Sara Van de Vel ‏   | 24                 |
| 83                 | Fien van Eynde ‏    | 33                 |
| 84                 | GER                | 34                 |
| 85                 | IRL                | 57                 |
| 86                 | Antonia Gröndahl ‏  | 53                 |

| أوتوجلاس ويترين ‏ MUL | أوتوجلاس ويترين ‏ MUL | أوتوجلاس ويترين ‏ MUL |
| -------------------- | -------------------- | -------------------- |
| م                    | عداء                 | مرتبة                |
| 91                   | Mareille Meijering ‏  | لم يكمل السباق       |
| 92                   | Marthe Goossens ‏     | 15                   |
| 93                   | Juliet Eickhof‏       | لم يكمل السباق       |
| 94                   | Camille Devigne‏      | 58                   |

| لوتو بيليسول للسيدات ‏ LSL | لوتو بيليسول للسيدات ‏ LSL | لوتو بيليسول للسيدات ‏ LSL |
| ------------------------- | ------------------------- | ------------------------- |
| م                         | عداء                      | مرتبة                     |
| 101                       | Kristýna Burlová ‏         | لم يكمل السباق            |
| 102                       | Katrijn De Clercq ‏        | 40                        |
| 103                       | Mieke Docx ‏               | 41                        |
| 104                       | BEL                       | لم يكمل السباق            |
| 105                       | Ines Van de Paar‏          | لم يكمل السباق            |
| 106                       | Sterre Vervloet ‏          | 52                        |

| Proximus-Alphamotorhomes‏ ___ | Proximus-Alphamotorhomes‏ ___ | Proximus-Alphamotorhomes‏ ___ |
| ---------------------------- | ---------------------------- | ---------------------------- |
| م                            | عداء                         | مرتبة                        |
| 111                          | Alicia Franck ‏               | 17                           |
| 112                          | Jinse Peeters ‏               | لم يكمل السباق               |
| 113                          | NED                          | 48                           |
| 114                          | Nienke Wasmus ‏               | 44                           |
| 115                          | Susanne Meistrok‏             | 55                           |
| 116                          | Tessa Neefjes ‏               | 43                           |

| فريق أستراليا لركوب الدراجات للسيدات 2022‏ AUS | فريق أستراليا لركوب الدراجات للسيدات 2022‏ AUS | فريق أستراليا لركوب الدراجات للسيدات 2022‏ AUS |
| --------------------------------------------- | --------------------------------------------- | --------------------------------------------- |
| م                                             | عداء                                          | مرتبة                                         |
| 121                                           | Lauren Perry ‏                                 | لم يكمل السباق                                |
| 122                                           | Amber Pate ‏                                   | 19                                            |
| 123                                           | Sophie Edwards ‏                               | 31                                            |
| 124                                           | Josie Talbot ‏ (طريق)                          | 69                                            |
| 125                                           | Alexandra Martin-Wallace‏                      | لم يكمل السباق                                |

| فريق بلجيكا لركوب الدراجات للسيدات 2022 ‏ BEL | فريق بلجيكا لركوب الدراجات للسيدات 2022 ‏ BEL | فريق بلجيكا لركوب الدراجات للسيدات 2022 ‏ BEL |
| -------------------------------------------- | -------------------------------------------- | -------------------------------------------- |
| م                                            | عداء                                         | مرتبة                                        |
| 131                                          | Shari Bossuyt ‏                               | 2                                            |
| 132                                          | Alana Castrique ‏                             | 28                                           |
| 133                                          | Ellen Van Loy ‏                               | 61                                           |
| 134                                          | Laura Verdonschot ‏                           | 63                                           |
| 135                                          | Suzanne Verhoeven ‏                           | لم يكمل السباق                               |
| 136                                          | Jana Dobbelaere ‏                             | 68                                           |

| فريق بولندا لركوب الدراجات للسيدات 2022‏ POL | فريق بولندا لركوب الدراجات للسيدات 2022‏ POL | فريق بولندا لركوب الدراجات للسيدات 2022‏ POL |
| ------------------------------------------- | ------------------------------------------- | ------------------------------------------- |
| م                                           | عداء                                        | مرتبة                                       |
| 141                                         | Karolina Karasiewicz ‏                       | لم يكمل السباق                              |
| 142                                         | Dominika Włodarczyk ‏                        | 11                                          |
| 143                                         | Kamilla Mrozowska ‏                          | لم يكمل السباق                              |
| 144                                         | Natalia Krzeslak‏                            | 29                                          |
| 145                                         | Agnieszka Skalniak-Sójka ‏ (طريق)            |                                             |
| 146                                         | Aurela Nerlo ‏                               | لم يكمل السباق                              |

| لفيف للسيدات ‏ LCW | لفيف للسيدات ‏ LCW    | لفيف للسيدات ‏ LCW |
| ----------------- | -------------------- | ----------------- |
| م                 | عداء                 | مرتبة             |
| 151               | Alicia Evans‏         | 67                |
| 152               | Karolina Perekitko ‏  | 74                |
| 153               | Olena Sharha ‏        | لم يكمل السباق    |
| 154               | Ida Sten ‏            | لم يكمل السباق    |
| 155               | Daryna Nahuliak‏      | لم يكمل السباق    |
| 156               | Anastasiya Plotsidym‏ | لم يكمل السباق    |

| Isorex NoAqua Ladies Cycling‏ DDG | Isorex NoAqua Ladies Cycling‏ DDG | Isorex NoAqua Ladies Cycling‏ DDG |
| -------------------------------- | -------------------------------- | -------------------------------- |
| م                                | عداء                             | مرتبة                            |
| 161                              | Marieke de Groot ‏                | 45                               |
| 162                              | BEL                              | لم يكمل السباق                   |
| 163                              | Anne-Sofie Dooms‏                 | لم يكمل السباق                   |
| 164                              | BEL                              | 37                               |
| 165                              | Kim van den Steen‏                | لم يكمل السباق                   |
| 166                              | Michelle Geoghegan‏               | لم يكمل السباق                   |

| S-Bikes Doltcini‏ ___ | S-Bikes Doltcini‏ ___   | S-Bikes Doltcini‏ ___ |
| -------------------- | ---------------------- | -------------------- |
| م                    | عداء                   | مرتبة                |
| 171                  | Laura Vainionpää ‏      | 59                   |
| 172                  | Febe Schokkaert‏        | 36                   |
| 173                  | Saartje Vandenbroucke ‏ | 32                   |
| 174                  | Dina Scavone‏           | لم يكمل السباق       |
| 175                  | Jade Lenaers‏           | لم يكمل السباق       |
| 176                  | Nathalie Verschelden ‏  | لم يكمل السباق       |

| Keukens Redant ‏ ___ | Keukens Redant ‏ ___       | Keukens Redant ‏ ___ |
| ------------------- | ------------------------- | ------------------- |
| م                   | عداء                      | مرتبة               |
| 181                 | Quinty van de Guchte ‏     | 51                  |
| 182                 | Lensy Debboudt ‏           | لم يكمل السباق      |
| 183                 | Georgie Howe ‏ (زمني فردي) | 30                  |
| 184                 | Dana Rožlapa ‏ (زمني فردي) | 20                  |
| 185                 | Julie Sap‏                 | 54                  |
| 186                 | Femke van Goethem‏         | 60                  |

| WV Schijndel‏ ___ | WV Schijndel‏ ___    | WV Schijndel‏ ___ |
| ---------------- | ------------------- | ---------------- |
| م                | عداء                | مرتبة            |
| 191              | NED                 | 70               |
| 192              | NED                 | 62               |
| 193              | NED                 | 22               |
| 194              | Rose Kloese‏         | 72               |
| 195              | Scarlett Souren ‏    | لم يكمل السباق   |
| 196              | Cecilia van Zuthem ‏ | لم يكمل السباق   |

| Bianchi Dama‏ ___ | Bianchi Dama‏ ___ | Bianchi Dama‏ ___ |
| ---------------- | ---------------- | ---------------- |
| م                | عداء             | مرتبة            |
| 201              | Alice McWilliam‏  | 66               |
| 202              | Tamsin Miller‏    | لم يكمل السباق   |
| 203              | Alderney Baker‏   | لم يكمل السباق   |
| 204              | Natasha Reddy‏    | لم يكمل السباق   |
| 205              | Dannielle Khan ‏  | لم يكمل السباق   |

| A.S.D. Women‏ ___ | A.S.D. Women‏ ___    | A.S.D. Women‏ ___ |
| ---------------- | ------------------- | ---------------- |
| م                | عداء                | مرتبة            |
| 211              | Gaia Tortolina ‏     | لم يكمل السباق   |
| 213              | Femke Verstichelen ‏ | لم يكمل السباق   |
| 214              | Emma Pratt‏          | لم يكمل السباق   |
| 215              | Lucie Fityus‏        | 71               |

## التصنيف العام النهائي
| التصنيف العام | التصنيف العام             | التصنيف العام       | التصنيف العام                            | التصنيف العام |  |
| العداء        | العداء                    | البلد               | الفريق                                   | الوقت         |  |
| ------------- | ------------------------- | ------------------- | ---------------------------------------- | ------------- |  |
| 1             | Agnieszka Skalniak-Sójka ‏ | بولندا              | فريق بولندا لركوب الدراجات للسيدات 2022 ‏ | 5 س 50 د 39 ث |  |
| 2             | Shari Bossuyt ‏            | بلجيكا              | فريق بلجيكا لركوب الدراجات للسيدات 2022 ‏ | + 3 ث         |  |
| 3             | Ally Wollaston ‏           | نيوزيلندا           | إن إكس تي جي ريسينغ ‏                     | + 11 ث        |  |
| 4             | إليزابيث هولدن            | المملكة المتحدة     | دروبز ‏                                   | + 13 ث        |  |
| 5             | Loes Adegeest ‏            | هولندا              | روبل كليننينج ‏                           | + 17 ث        |  |
| 6             | Annemarie Worst ‏          | هولندا              | بلانتور بورا سيلينج تيم ‏                 | + 29 ث        |  |
| 7             | هولندا                    | باركهوتل فالكنبورغ ‏ | + 30 ث                                   |               |  |
| 8             | فيمكا ماركوس              | هولندا              | باركهوتل فالكنبورغ ‏                      | + 34 ث        |  |
| 9             | Nina Buijsman ‏            | هولندا              | رالي سايكلنج ‏                            | + 36 ث        |  |
| 10            | Alice Towers ‏             | المملكة المتحدة     | دروبز ‏                                   | + 41 ث        |  |

### تصنيف النقاط
| تصنيف النقاط | تصنيف النقاط              | تصنيف النقاط        | تصنيف النقاط                             | تصنيف النقاط |  |
| العداء       | العداء                    | البلد               | الفريق                                   | النقاط       |  |
| ------------ | ------------------------- | ------------------- | ---------------------------------------- | ------------ |  |
| 1            | Ally Wollaston ‏           | نيوزيلندا           | إن إكس تي جي ريسينغ ‏                     | 40 نقطة      |  |
| 2            | Shari Bossuyt ‏            | بلجيكا              | فريق بلجيكا لركوب الدراجات للسيدات 2022 ‏ | 30 نقطة      |  |
| 3            | Agnieszka Skalniak-Sójka ‏ | بولندا              | فريق بولندا لركوب الدراجات للسيدات 2022 ‏ | 22 نقطة      |  |
| 4            | فيمكا ماركوس              | هولندا              | باركهوتل فالكنبورغ ‏                      | 21 نقطة      |  |
| 5            | Annemarie Worst ‏          | هولندا              | بلانتور بورا سيلينج تيم ‏                 | 20 نقطة      |  |
| 6            | Jesse Vandenbulcke ‏       | بلجيكا              | دروبز ‏                                   | 15 نقطة      |  |
| 7            | هولندا                    | باركهوتل فالكنبورغ ‏ | 14 نقطة                                  |              |  |
| 8            | Ilse Pluimers ‏            | هولندا              | إن إكس تي جي ريسينغ ‏                     | 10 نقطة      |  |
| 9            | Susanne Meistrok ‏         | هولندا              | Proximus-Alphamotorhomes ‏                | 10 نقطة      |  |
| 10           | إليزابيث هولدن            | المملكة المتحدة     | دروبز ‏                                   | 8 نقطة       |  |

### تصنيف الجبال
| تصنيف الجبال | تصنيف الجبال         | تصنيف الجبال    | تصنيف الجبال                             | تصنيف الجبال |  |
| العداء       | العداء               | البلد           | الفريق                                   | النقاط       |  |
| ------------ | -------------------- | --------------- | ---------------------------------------- | ------------ |  |
| 1            | Loes Adegeest ‏       | هولندا          | روبل كليننينج ‏                           | 10 نقطة      |  |
| 2            | Aniek van Alphen ‏    | هولندا          | بلانتور بورا سيلينج تيم ‏                 | 10 نقطة      |  |
| 3            | Dominika Włodarczyk ‏ | بولندا          | فريق بولندا لركوب الدراجات للسيدات 2022 ‏ | 10 نقطة      |  |
| 4            | Annemarie Worst ‏     | هولندا          | بلانتور بورا سيلينج تيم ‏                 | 9 نقطة       |  |
| 5            | إليزابيث هولدن       | المملكة المتحدة | دروبز ‏                                   | 7 نقطة       |  |
| 6            | Shari Bossuyt ‏       | بلجيكا          | فريق بلجيكا لركوب الدراجات للسيدات 2022 ‏ | 6 نقطة       |  |
| 7            | كيرستي فان هافتن     | هولندا          | باركهوتل فالكنبورغ ‏                      | 5 نقطة       |  |
| 8            | Evy Kuijpers ‏        | هولندا          | رالي سايكلنج ‏                            | 5 نقطة       |  |
| 9            | Barbara Malcotti ‏    | إيطاليا         | رالي سايكلنج ‏                            | 5 نقطة       |  |
| 10           | Alice Towers ‏        | المملكة المتحدة | دروبز ‏                                   | 4 نقطة       |  |

## تصنيف الفرق

### الفرق حسب الوقت
| تصنيف الفرق حسب الوقت | تصنيف الفرق حسب الوقت    | تصنيف الفرق حسب الوقت | تصنيف الفرق حسب الوقت |  |
| الفريق                | الفريق                   | البلد                 | الوقت                 |  |
| --------------------- | ------------------------ | --------------------- | --------------------- |  |
| 1                     | لي كول واهو 2022 ‏        | المملكة المتحدة       | 17 س 33 د 31 ث        |  |
| 2                     | بلانتور بورا 2022 ‏       | بلجيكا                | + 22 ث                |  |
| 3                     | باركهوتل فالكنبورغ 2022 ‏ | هولندا                | + 1 د 24 ث            |  |

## تصانيف فرعية

### تصنيف أفضل شاب
| تصنيف أفضل شاب | تصنيف أفضل شاب       | تصنيف أفضل شاب      | تصنيف أفضل شاب                           | تصنيف أفضل شاب |  |
| العداء         | العداء               | البلد               | الفريق                                   | الوقت          |  |
| -------------- | -------------------- | ------------------- | ---------------------------------------- | -------------- |  |
| 1              | Shari Bossuyt ‏       | بلجيكا              | فريق بلجيكا لركوب الدراجات للسيدات 2022 ‏ | 5 س 50 د 42 ث  |  |
| 2              | Ally Wollaston ‏      | نيوزيلندا           | إن إكس تي جي ريسينغ ‏                     | + 8 ث          |  |
| 3              | هولندا               | باركهوتل فالكنبورغ ‏ | + 27 ث                                   |                |  |
| 4              | Alice Towers ‏        | المملكة المتحدة     | دروبز ‏                                   | + 38 ث         |  |
| 5              | Dominika Włodarczyk ‏ | بولندا              | فريق بولندا لركوب الدراجات للسيدات 2022 ‏ | + 38 ث         |  |
| 6              | Marthe Goossens ‏     | بلجيكا              | أوتوجلاس ويترين ‏                         | + 1 د 18 ث     |  |
| 7              | هولندا               | WV Schijndel ‏       | + 2 د 22 ث                               |                |  |
| 8              | Henrietta Christie ‏  | نيوزيلندا           | رالي سايكلنج ‏                            | + 2 د 56 ث     |  |
| 9              | Ilse Pluimers ‏       | هولندا              | إن إكس تي جي ريسينغ ‏                     | + 3 د 39 ث     |  |
| 10             | Barbara Malcotti ‏    | إيطاليا             | رالي سايكلنج ‏                            | + 4 د 11 ث     |  |